# پیه مرغ
پیه مرغ، پیه مرغ یا اِشمالتس (به انگلیسی: Schmaltz) (همچنین به املای schmalz یا shmalz) به عنوان چربی مرغ یا غاز رندر شده است. این بخشی جدایی‌ناپذیر از غذاهای سنتی یهودی اشکنازی است، جایی که برای سده‌ها در طیف گسترده‌ای از غذاها مانند سوپ مرغ، لاتکه، ماتزا بری، جگر خردشده، توپ‌های ماتزا، مرغ سرخ‌شده و بسیاری دیگر به عنوان چربی پخت، اسپرید یا طعم‌دهندهٔ یک غذا استفاده می‌شود.

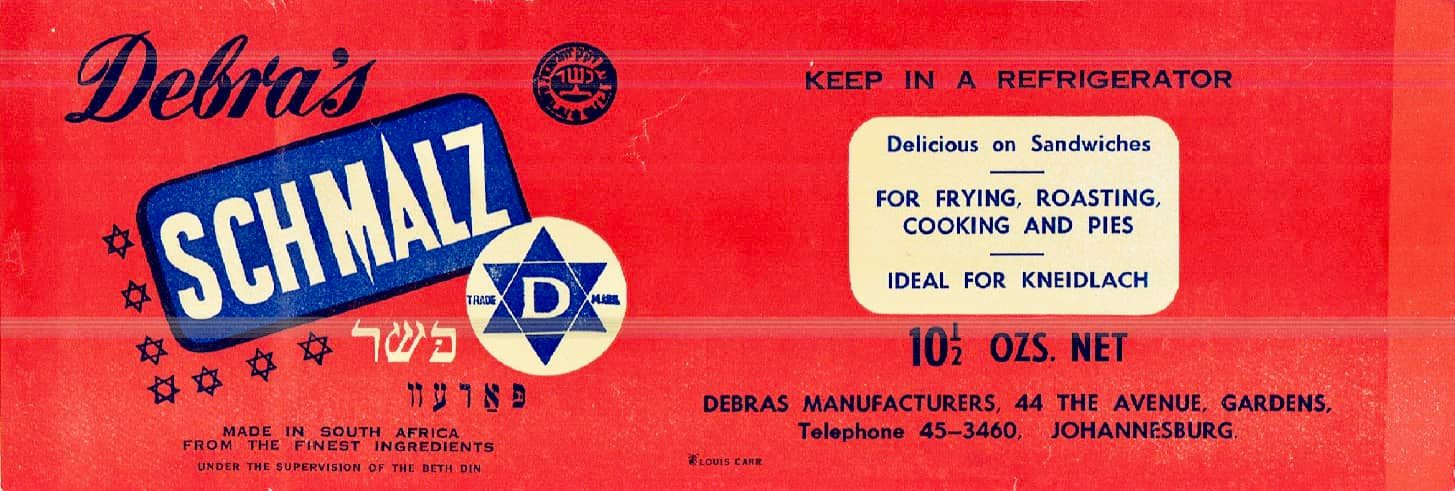
برچسب پیه مرغ (Schmalz) دِبرا از سال ۱۹۵۱